# Uli Stielike
Ulrich "Uli" Stielike (sinh ngày 15 tháng 11 năm 1954) là cầu thủ và huấn luyện viên bóng đá Tây Đức. Khi còn là cầu thủ, Stielike nổi tiếng với nguồn thể lực dồi dào và lối chơi bóng thông minh. Stielike là một trong số ít cầu thủ (cùng với đồng đội Rainer Bonhof ở Borussia Mönchengladbach và Manfred Kaltz của Hamburg) được chơi cả ba trận chung kết bóng đá cúp Châu Âu cấp câu lạc bộ (Cúp C1/Champions League, UEFA Cup Winners' Cup cùng UEFA Cup/Europa League), chung kết 1974 FIFA World Cup và Siêu cúp Châu Âu.

## Danh hiệu

### Cầu thủ

#### Câu lạc bộ
Borussia Mönchengladbach
- Bundesliga: 1974–75, 1975–76, 1976–77
- DFB-Pokal: 1972–73
- UEFA Cup: 1974–75
- European Cup: Runner-up 1976–77

Real Madrid
- La Liga: 1977–78, 1978–79, 1979–80
- Copa del Rey: 1979–80, 1981–82
- Copa de la Liga: 1985
- UEFA Cup: 1984–85
- European Cup: Runner-up 1980–81
- European Cup Winners' Cup: Runner-up 1982–83

Neuchâtel Xamax
- Swiss Super League: 1986–87, 1987–88

#### Quốc tế
Đức
- UEFA European Championship: 1980, runner-up: 1976
- FIFA World Cup: Runner-up 1982

#### Cá nhân
- La Liga Foreign Player of the Year: 1979, 1980, 1981, 1982

### Huấn luyện viên

#### Câu lạc bộ
Al-Sailiya
- Qatargas League: 2011–12

#### Quốc tế
South Korea
- AFC Asian Cup: Runner-up: 2015
- EAFF East Asian Cup: 2015